# قاي هيدلاند
قاي هيدلاند (بالإنجليزية: Guy Hedlund)‏ هو ممثل أمريكي، ولد في 21 أغسطس 1884 في الولايات المتحدة، وتوفي في 29 ديسمبر 1964 بكولفر سيتي في الولايات المتحدة بسبب حادث مرور.

## وصلات خارجية
- قاي هيدلاند على موقع IMDb (الإنجليزية)
- قاي هيدلاند على موقع أول موفي (الإنجليزية)
- قاي هيدلاند على موقع قاعدة بيانات الأفلام السويدية (السويدية)
- قاي هيدلاند على موقع قاعدة بيانات الفيلم (الإنجليزية)